# Ямало-Ненецкий автономный округ
Яма́ло-Не́нецкий автоно́мный о́круг (аббревиатура — ЯНАО, нен. Ямалы-Ненёцие автономной округ) — субъект Российской Федерации. Входит в состав Тюменской области.
Административный центр — город Салехард. Один из регионов России (наряду с Ханты-Мансийским автономным округом — Югрой), в котором есть города (Новый Уренгой и Ноябрьск) крупнее, чем его административный центр.
Граничит с Архангельской областью и (одновременно) Ненецким автономным округом на северо-западе, Республикой Коми на западе, Ханты-Мансийским автономным округом на юге, Красноярским краем на востоке; с севера омывается Карским морем.
Образован 10 декабря 1930 года.

## Физико-географическая характеристика

### Географическое положение
Расположен на севере Западно-Сибирской равнины, с севера омывается Карским морем. Крайний запад округа, на левом берегу Оби, проходит через восточные склоны Полярного (Лабытнанги, Харп, Лаборовая) и Приполярного Урала.
Относится к районам Крайнего Севера, и более половины его территории расположено за Полярным кругом.
Занимает обширную площадь в 769 250 км², являясь крупнейшим субъектом России среди автономных округов. Вместе с Ханты-Мансийским автономным округом входит в состав Тюменской области, занимая более 52 % её общей площади.
На территории округа находится полуостров Ямал — самая северная материковая точка округа (73° северной широты, в 800 километрах от Северного полярного круга).

### Природный ландшафт
Рельеф в основном равнинный, состоящий из тайги на юге и тундры на севере, со множеством озёр и болот. 90 % площади лежит в пределах высот до 100 метров над уровнем моря. Наиболее приподнятые участки низменности находятся на юге округа в пределах Сибирских Увалов. Поймы рек широкие и нередко представляют собой песчаные равнины без растительности, многие поймы сильно заболочены и изрезаны старицами и протоками.
Берега Ямальского, Тазовского и Гыданского полуостровов расчленены густой сетью оврагов, логов, ложбин и мелких речных долин.
Горная часть расположена на западе округа и простирается на 380 километров вдоль Полярного Урала. Наиболее высокими вершинами являются горы Пайер (1472 метра), Ханмей (1333 метра) и Колокольня (1305 метров).

### Климат
Территория округа располагается в трёх климатических зонах: арктической, субарктической и умеренно континентальной (на юге). Округ расположен на севере Западно-Сибирской низменности.
Климат определяется наличием многолетней мерзлоты, близостью холодного Карского моря, обилием заливов, рек, болот и озёр. В целом, для округа характерна длительная зима (до 8 месяцев), короткое лето, сильные ветры, небольшая величина снежного покрова.
Климат арктической части характеризуется длительной, холодной и суровой зимой с сильными бурями, морозами и частыми метелями, малым количеством осадков, очень коротким летом (50 дней), сильными туманами.
Субарктическая зона занимает южную часть Ямальского полуострова. Здесь резко континентальный климат: осадки в виде дождей, лето до 68 дней.
Климат северной (таёжной) полосы Западно-Сибирской низменности — резко континентальный; средняя температура здесь выше, лето довольно тёплое и влажное (до 100 дней).
Среднегодовая температура воздуха округа — отрицательная, на Крайнем Севере она достигает −10 °С. Летом, в июле, температура может повышаться на всей территории до +30 °С. Часты магнитные бури, сопровождаемые полярным сиянием.

### Водные ресурсы
Водные ресурсы региона отличаются богатством и разнообразием. Они включают: побережье Карского моря, многочисленные заливы и губы, реки, озёра, болота и подземные воды.
Обская губа — залив Карского моря, являющийся одним из крупнейших морских заливов российской Арктики, его площадь — 44 000 км². На территории округа расположено около 300 тысяч озёр и 48 тысяч рек, самыми крупными из которых являются Обь в её устье, а также реки Надым, Таз и Пур. Река Обь, одна из самых протяжённых в России, течёт в пределах округа двумя мощными рукавами.
Наличие озёр, большинство из которых ледникового происхождения, — одна из характерных черт ландшафта Ямало-Ненецкого АО. Подземные воды характеризуются огромным артезианским бассейном площадью 3 млн км², включающим запасы термальных вод.

### Полезные ископаемые
Регион занимает одно из ведущих мест в России по запасам углеводородов, особенно природного газа и нефти. На территории округа расположены следующие месторождения:
- Бованенковское газовое месторождение
- Восточно-Таркосалинское нефтегазовое месторождение
- Еты-Пуровское нефтяное месторождение
- Заполярное нефтегазоконденсатное месторождение
- Медвежье газовое месторождение
- Находкинское газовое месторождение
- Самбургское нефтегазоконденсатное месторождение
- Стерховое газоконденсатное месторождение
- Тазовское нефтегазоконденсатное месторождение
- Термокарстовое газоконденсатное месторождение
- Уренгойское газовое месторождение
- Ханчейское газоконденсатное месторождение
- Харасавэйское газоконденсатное месторождение
- Южно-Русское нефтегазовое месторождение
- Южно-Тамбейское газовое месторождение
- Юрхаровское нефтегазоконденсатное месторождение
- Ямбургское нефтегазоконденсатное месторождение
- Ямсовейское нефтегазоконденсатное месторождение
- Яро-Яхинское нефтегазоконденсатное месторождение
- Ярудейское нефтегазоконденсатное месторождение

Государственным балансом учитывается 136 месторождений (62 нефтяных, 6 нефтегазовых, 9 газонефтяных, 59 нефтегазоконденсатных), разведанные извлекаемые запасы по которым составляют 14,49 % от всех запасов нефти России. Разрабатываются 37 месторождений, годовая добыча составляла 8,5 %.
Из 136 месторождений в округе одно крупнейшее — Русское, с запасами нефти, составляющими 16,15 % запасов округа, и 30 крупных, на которых сосредоточено 67,25 % запасов и 69,1 % добычи нефти округа. Накопленная добыча нефти составляет по округу 375,2 млн тонн.
Помимо углеводородов, недра Ямало-Ненецкого автономного округа содержат другие полезные ископаемые. В частности, на территории округа расположено «Центральное» — самое крупное (на 2019 год) месторождение хромовых руд в России. На территории округа также добываются поделочные камни, некоторые из которых (ензорит, райизит и другие) более нигде в мире не обнаружены. Некоторые камни с Ямала имеют практическое применение как облицовочное сырьё. Так, из сырья с фельзитового месторождения «Обрывистое» были изготовлены плиты для облицовки административных зданий Тюмени, а общие рекомендуемые ресурсы фельзитов с месторождений и проявлений округа оцениваются (по данным кандидата геолого-минералогических наук Михаила Попова) в 956,5 млн м³. В начале 80-х годов XX века было обнаружено месторождение жадеита Пусьерка, которое быстро выработали в первой половине 90-х годов XX века. Оно вошло в природный парк «Ингилор».

## История

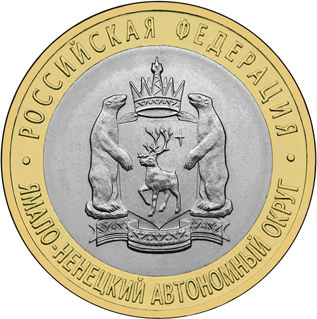
Памятная монета Банка России номиналом 10 рублей (2010)

Около 90—60 тысяч лет назад севернее Салехарда было покровное оледенение.
В позднем палеолите в этих местах находился ледниково-подпрудный бассейн. Следы присутствия человека в нижнем течении Оби датируются началом позднего палеолита (40 тыс. лет назад). Для отложений костеносного горизонта древнего ручья на местонахождении Кушеват получено 20 дат возрастом от 40 до 20 тыс. лет назад. При этом возрастом 40 тыс. лет назад датированы костные остатки (рог северного оленя, трубчатая кость мамонта), обработанные человеком. Около 30—12 тысяч лет назад покровное оледенение на севере Западной Сибири отсутствовало.

### Средневековье
Обдора упомянута в новгородской берестяной грамоте №365, датируемой 1340-ми — началом 1380-х годов.

### В составе Российского государства
Основой создания российской государственности на территории округа можно считать основание в 1595 году казаками Обдорской крепости. Обдорский острог стал самым северным русским поселением в Сибири в то время.
В XVI—XVII веках Обдорская земля входила в состав Тобольского разряда Русского царства, затем в состав Сибирской губернии, образованной в 1708 году царём Петром I, с 1782 года — в состав Тобольского наместничества, с 1796 по 1920 год — в состав Тобольской губернии.

### Советский период
В 1921—1922 годах территория нынешнего Ямало-Ненецкого округа была охвачена Западно-Сибирским восстанием, включая Обдорск.
Ямало-Ненецкий автономный округ образован (первоначально — как национальный) в составе Уральской области 10 декабря 1930 года.
Позднее входил в состав Обско-Иртышской и Омской областей (на 1939 год), а с 14 августа 1944 года был включён в Тюменскую область. 10 августа 1944 года в составе округа был образован Красноселькупский район.
С 1977 года Ямало-Ненецкий округ имеет статус автономного.

### Ямало-Ненецкая Республика
16 октября 1990 года на сессии Совета народных депутатов ЯНАО 21-го созыва была провозглашена Ямало-Ненецкая Республика (голосов «за» — 82 из 96). 18 октября 1990 Советом принята Декларация о государственном суверенитете Ямало-Ненецкой Республики в составе РСФСР. 28 мая 1991 года на окружном совещании депутатов от малочисленных народов Ямало-Ненецкого автономного округа в Салехарде был принят проект резолюции «О государственном статусе Ямало-Ненецкой республики»:
Мы, участники совещания народных депутатов и членов Ассоциации «Ямал - потомкам!» из числа коренных народностей Ямальского Севера Ямало-Ненецкого автономного округа,

- поддерживая решения окружного Совета народных депутатов о провозглашении Ямало-Ненецкой республики;

- выражая озабоченность медлительностью Верховного Совета РСФСР о признании статуса республики;

- обеспокоенные взаимоотношениями между субъектами Федерации в Тюменской области, -

еще раз призываем на сессии Верховного Совета РСФСР решить вопрос о государственном статусе Ямало-Ненецкой республики вне Тюменской областиhttps://goskatalog.ru/portal/#/collections?id=21997150
Однако это преобразование не получило закрепления в российском законодательстве. 

### Современность
Согласно Федеративному договору (1992) и Конституции РФ (1993), Ямало-Ненецкий автономный округ стал самостоятельным субъектом в составе РФ, территориально оставаясь частью Тюменской области. 10 апреля 1997 был заключён договор о разграничении сфер полномочий Тюменской области с Ханты-Мансийским автономным округом и ЯНАО. С 2000 в составе Уральского федерального округа.

## Население
| 1959     | 1970     | 1979     | 1987     | 1989     | 1990     | 1991     | 1992     | 1993     | 1994     |
| -------- | -------- | -------- | -------- | -------- | -------- | -------- | -------- | -------- | -------- |
| 62 334   | ↗79 977  | ↗157 616 | ↗430 000 | ↗486 164 | ↗489 161 | ↘488 577 | ↘477 111 | ↘463 790 | ↗467 467 |
| 1995     | 1996     | 1997     | 1998     | 1999     | 2000     | 2001     | 2002     | 2003     | 2004     |
| ↗478 033 | ↗487 050 | ↗491 900 | ↗497 900 | ↗498 996 | ↘496 292 | ↗498 271 | ↗507 006 | ↗508 600 | ↗515 097 |
| 2005     | 2006     | 2007     | 2008     | 2009     | 2010     | 2011     | 2012     | 2013     | 2014     |
| ↗523 366 | ↗530 655 | ↗538 575 | ↗542 732 | ↗543 651 | ↘522 904 | ↗524 925 | ↗536 558 | ↗541 612 | ↘539 671 |
| 2015     | 2016     | 2017     | 2018     | 2019     | 2020     | 2021     | 2022     | 2023     | 2024     |
| ↗539 985 | ↘534 104 | ↗536 049 | ↗538 547 | ↗541 479 | ↗544 444 | ↘510 490 | ↗511 244 | ↗512 387 | ↗515 960 |
| 2025     |          |          |          |          |          |          |          |          |          |
| ↗523 105 |          |          |          |          |          |          |          |          |          |

Численность населения округа, по данным Росстата, составляет 523 105 чел. (2025). Плотность населения — 0,68 чел./км² (2025). Городское население — 
82,76 % (432942).
Демографическая ситуация в округе характеризуется устойчивым естественным приростом населения. В 2010 году родилось 8309 человек (коэффициент рождаемости — 15,1), умерло 2885 человек (коэффициент смертности — 5,3), что превысило показатели прошлого года. В 2009 году родилось 8216 человек (коэффициент рождаемости — 15,1), а умерло 2924 человека (коэффициент смертности — 5,4).
Согласно переписям населения 1959, 1970, 1979, 1989, 2002 и 2010 годов, национальный состав населения округа был следующим:
| Народ                             | 1959             | 1970             | 1979             | 1989              | 2002             | 2010             |
| --------------------------------- | ---------------- | ---------------- | ---------------- | ----------------- | ---------------- | ---------------- |
| Русские                           | 27 789 (44,58 %) | 37 518 (46,91 %) | 93 750 (59,02 %) | 292 808 (59,17 %) | 298 359 (58,9 %) | 312 019 (61,7 %) |
| Украинцы                          | 1921 (3,08 %)    | 3026 (3,78 %)    | 15 721 (9,90 %)  | 85 022 (17,18 %)  | 66 080 (13,03 %) | 48 985 (9,7 %)   |
| Ненцы                             | 13 977 (22,42 %) | 17 538 (21,93 %) | 17 404 (10,96 %) | 20 917 (4,23 %)   | 26 435 (5,21 %)  | 29 772 (5,9 %)   |
| Татары                            | 3952 (6,34 %)    | 4653 (5,82 %)    | 8556 (5,39 %)    | 26 431 (5,34 %)   | 27 734 (5,47 %)  | 28 509 (5,6 %)   |
| Ханты                             | 5519 (8,85 %)    | 6513 (8,14 %)    | 6466 (4,07 %)    | 7247 (1,46 %)     | 8760 (1,76 %)    | 9 489 (1,9 %)    |
| Азербайджанцы                     | — (0,0 %)        | 28 (0,0 %)       | 308 (0,2 %)      | 3418 (0,69 %)     | 8353 (1,6 %)     | 9 291 (1,8 %)    |
| Башкиры                           | 25 (0,0 %)       | 113 (0,1 %)      | 871 (0,5 %)      | 6830 (1,38 %)     | 7932 (1,56 %)    | 8 297 (1,7 %)    |
| Белорусы                          | 388 (0,6 %)      | 808 (1,01 %)     | 2121 (1,34 %)    | 12 609 (2,55 %)   | 8989 (1,77 %)    | 6 480 (1,3 %)    |
| Коми                              | 4866 (7,81 %)    | 5445 (6,81 %)    | 5642 (3,55 %)    | 5746 (1,16 %)     | 6177 (1,22 %)    | 5 141 (1,0 %)    |
| Молдаване                         | 211 (0,3 %)      | 191 (0,2 %)      | 537 (0,3 %)      | 5570 (1,13 %)     | 5400 (1,07 %)    | 4 712 (0,9 %)    |
| Кумыки                            | — (0,0 %)        | — (0,0 %)        | — (0,0 %)        | н. д.             | 2613             | 4 466 (0,9 %)    |
| Ногайцы                           | — (0,0 %)        | — (0,0 %)        | — (0,0 %)        | н. д.             | 1708             | 3 479 (0,7 %)    |
| Чуваши                            | — (0,0 %)        | н. д.            | н. д.            | н. д.             | 3730             | 3 471 (0,7 %)    |
| Селькупы                          | 1245 (2,00 %)    | 1710 (2,14 %)    | 1611 (1,01 %)    | 1530 (0,31 %)     | 1797 (0,35 %)    | 1 988 (0,4 %)    |
| Другие национальности             | н. д.            | н. д.            | н. д.            | н. д.             | н. д.            | 29 288 (5,8 %)   |
| Лица, не указавшие национальность | …                | …                | 4 (0,01 %)       | …                 | 7331 (1,45 %)    | 17 517           |

## Административно-территориальное деление
В рамках административно-территориального устройства, автономный округ делится на административно-территориальные единицы: 6 городов окружного значения (Салехард, Губкинский, Лабытнанги, Муравленко, Новый Уренгой, Ноябрьск) и 7 районов (Красноселькупский район, Надымский район, Приуральский район, Пуровский район, Тазовский район, Шурышкарский район, Ямальский район).
В рамках муниципального устройства автономного округа, в границах административно-территориальных единиц ЯНАО образованы были 55 муниципальных образований:
- 6 городских округов,
- 7 муниципальных районов:
  - 6 городских поселений,
  - 36 сельских поселений.

Помимо этого, в четыре муниципальных района входили межселенные территории без статуса поселений (включавшие восемь отдалённых сельских населённых пунктов).
23 апреля 2020 года в муниципальные округа преобразованы три муниципальных района.
Муниципальное устройство ЯНАО после 23 апреля 2020 года:
- 6 городских округов,
- 3 муниципальных округа,
- 4 муниципальных района:
  - 1 городское поселение;
  - 19 сельских поселений;
  - 1 межселенная территория (2 населённых пункта).

23 апреля 2020 года в муниципальные округа преобразованы три муниципальных района.
23 апреля 2021 года в муниципальные округа преобразованы три муниципальных района. Отдельно от упразднения Приуральского района было упразднено городское поселение «посёлок Харп», территория которого была выделена из его состава, и, включена в состав городского округа город Лабытнанги
Муниципальное устройство ЯНАО после 23 апреля 2021 года:
- 6 городских округов,
- 6 муниципальных округов,
- 1 муниципальный район:
  - 7 сельских поселений.

Населённые пункты
Населённые пункты с численностью населения более 5000 человек
| Новый Уренгой | ↗106 890 |
| Ноябрьск      | ↗102 938 |
| Салехард      | ↗49 486  |
| Надым         | ↘45 229  |
| Губкинский    | ↗33 869  |

| Муравленко | ↗29 306 |
| Лабытнанги | ↗25 969 |
| Тарко-Сале | ↗19 932 |
| Пангоды    | ↘11 132 |
| Пурпе      | ↘9570   |

| Тазовский | ↗8441 |
| Яр-Сале   | ↗7410 |
| Уренгой   | ↘5845 |

## Экономика

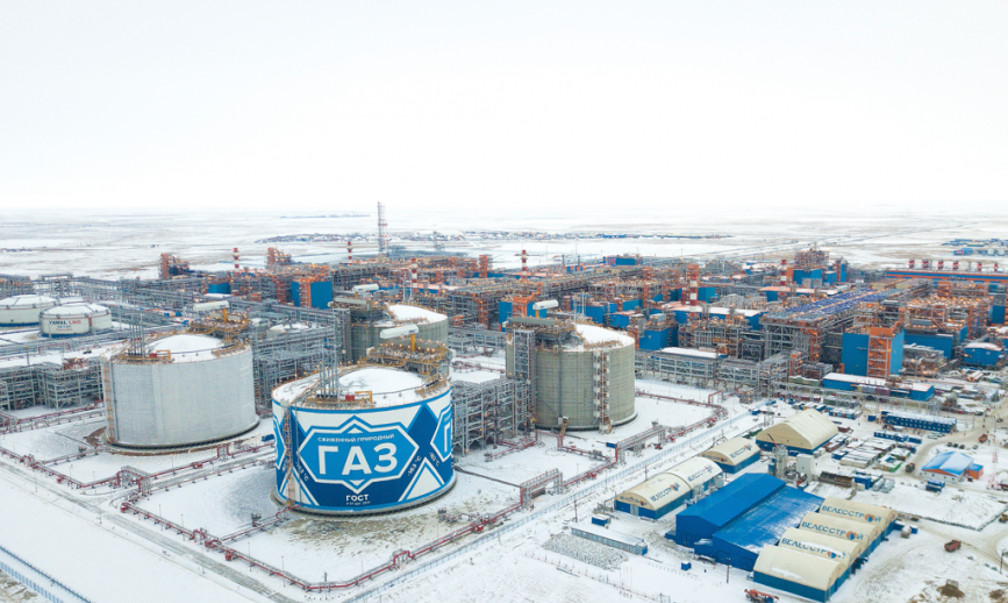
«Ямал СПГ»

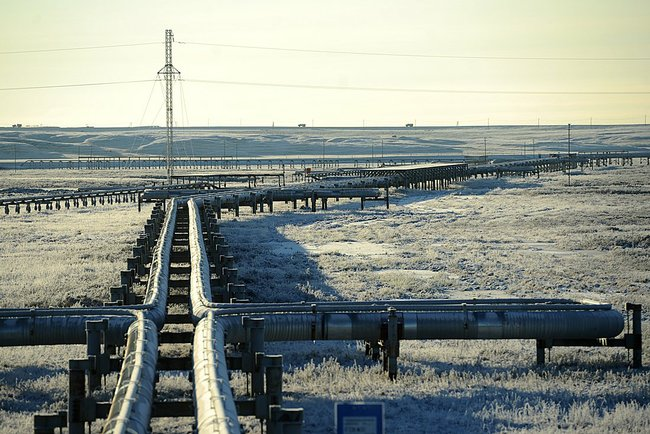
Бованенковское месторождение

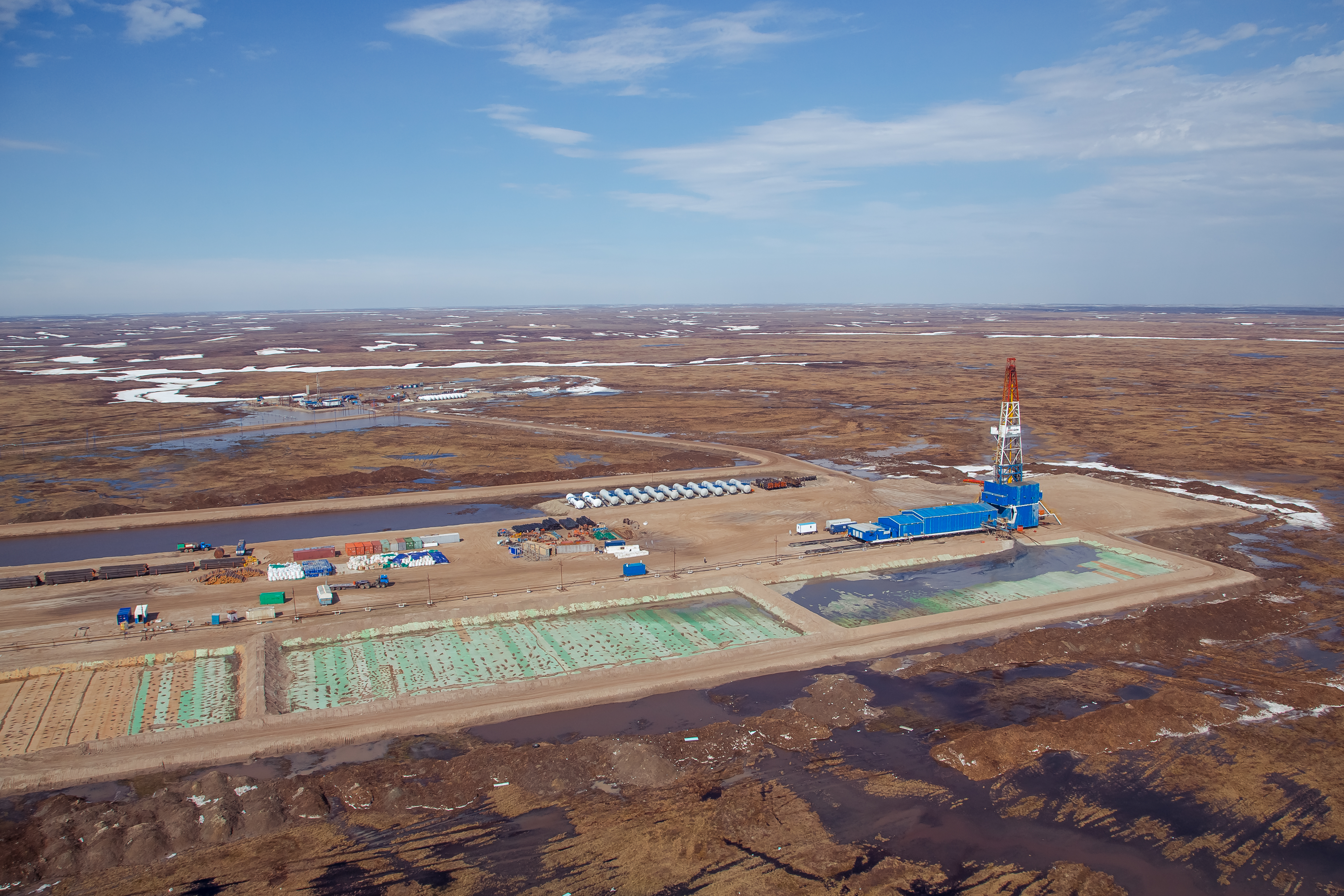
Новопортовское месторождение

Основой экономики Ямало-Ненецкого автономного округа является добыча нефти и газа.
Основным добытчиком газа является ПАО «Газпром», на долю которого приходится примерно 90 % всей добычи газа в округе. Добычу нефти и газового конденсата ведёт более 30 предприятий, основными нефтедобывающими предприятиями в округе являются дочерние предприятия ПАО «Газпром нефть» (ОАО «Газпромнефть-Ноябрьскнефтегаз» и филиал «Газпромнефть-Муравленко») и ОАО «НК „Роснефть“».
В 2009 году было добыто 24 761 тыс. тонн нефти, 8824 тыс. тонн газового конденсата, 431 945 млн м³ природного газа, что составило около половины от всего добытого в стране газа. В 2011 году было добыто 35,9 млн т нефти, что составило 7,1 % от всей добытой в стране нефти.
В последнее время особенно бурно развивается производство сжиженного природного газа (СПГ) по проектам «Ямал СПГ» и «Арктик СПГ» с запуском прямо в ЯНАО соответствующих крупнейших в мире заводов СПГ и морских портов-терминалов для перевозящих СПГ судов.
Средняя зарплата в ЯНАО в 2013 году составила 52 400 рублей.
В постсоветский период ЯНАО занял первое место в России по поголовью оленей: в 1990 году в округе было 496 тыс. оленей, в 2000 году — уже 501 тыс., а в 2010 году — 660 тыс. По состоянию на 1 января 2011 года, только 44,9 % поголовья оленей округа принадлежало сельскохозяйственным предприятиям. Преобладание семейной собственности приводит к сохранению в округе значительного числа кочевых хозяйств — по состоянию на 1 января 2010 года, их было 3132 (14 704 человека). На 1 января 2010 года большинство кочевых хозяйств (2206 единиц, 11 023 человека) относились к двум районам — Тазовскому и Ямальскому. Даже в советский период, несмотря на постоянную кампанию по переводу на оседлость, полностью отказаться от кочёвок не удалось: так, в 1984 году кочевало 2080 хозяйств (около 10,6 тыс. человек). В округе существует развитое рыболовство, причём объём вылова даже в 1990-е годы почти не изменился: в 1991 году он составил 6688 тонн, а в 2001 году — 6438 тонн.

### Энергетика

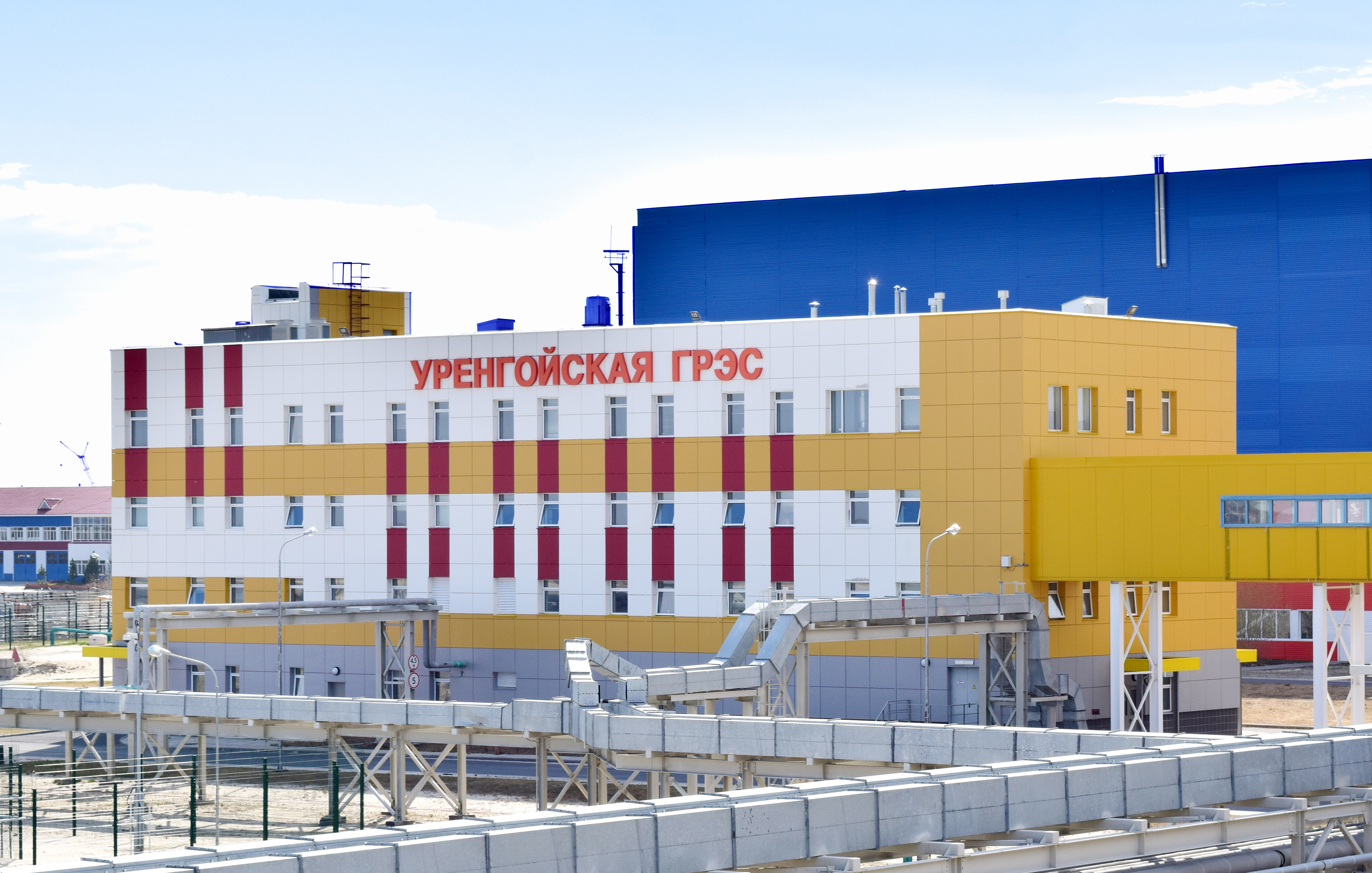
Уренгойская ГРЭС

Особенностью энергетики региона является наличие большого количества электростанций, не присоединённых к единой энергосистеме России, и обеспечивающих энергоснабжение отдельных предприятий по добыче нефти и газа, а также изолированных населённых пунктов. По состоянию на начало 2019 года, на территории ЯНАО эксплуатировались 92 тепловые электростанции общей мощностью 2309 МВт, из них 12 электростанций общей мощностью 1032,7 МВт подключены к единой энергосистеме России. В 2018 году подключённые к ЕЭС России электростанции произвели 4820,2 млн кВт·ч электроэнергии. В ЯНАО также действует ветровая электростанция «Лабытнанги».

### Транспорт

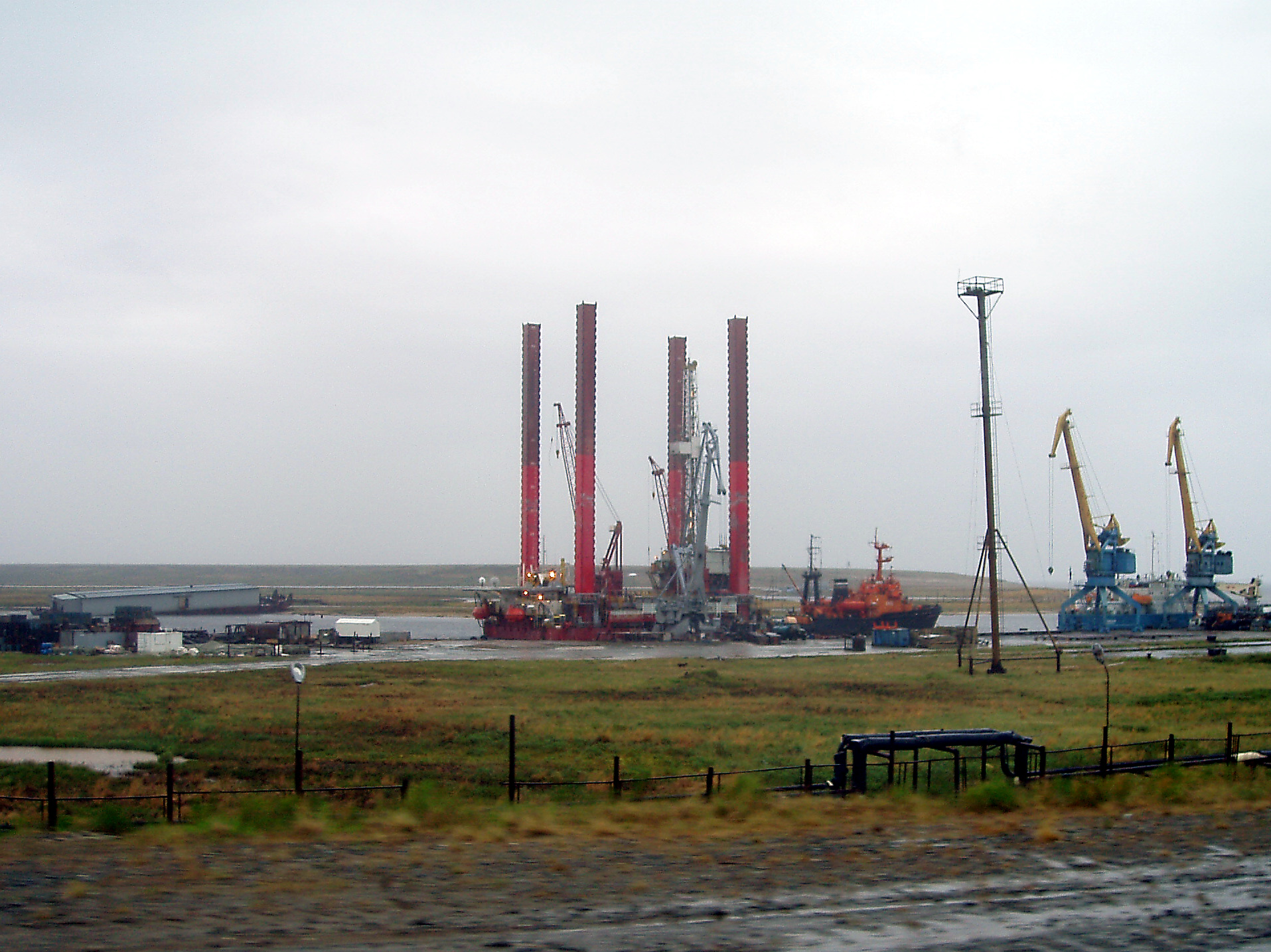
Порт Ямбурга

Расположенный в вечной мерзлоте и имеющий низкую плотность населения и высокую долю корпоративных перевозок и маятниковых пассажиропотоков вахтовиков, ЯНАО отличается достаточно низкой развитостью и высокой специфичностью транспортной инфраструктуры. Масштабное промышленное освоение региона требует соответствующего развития как традиционных сезонных, так и круглогодичных других видов сообщения. Некоторые местности и целые районы округа не имеют никаких других видов сообщения (в том числе даже автодорог круглогодичного действия), кроме морского и/или авиационного.

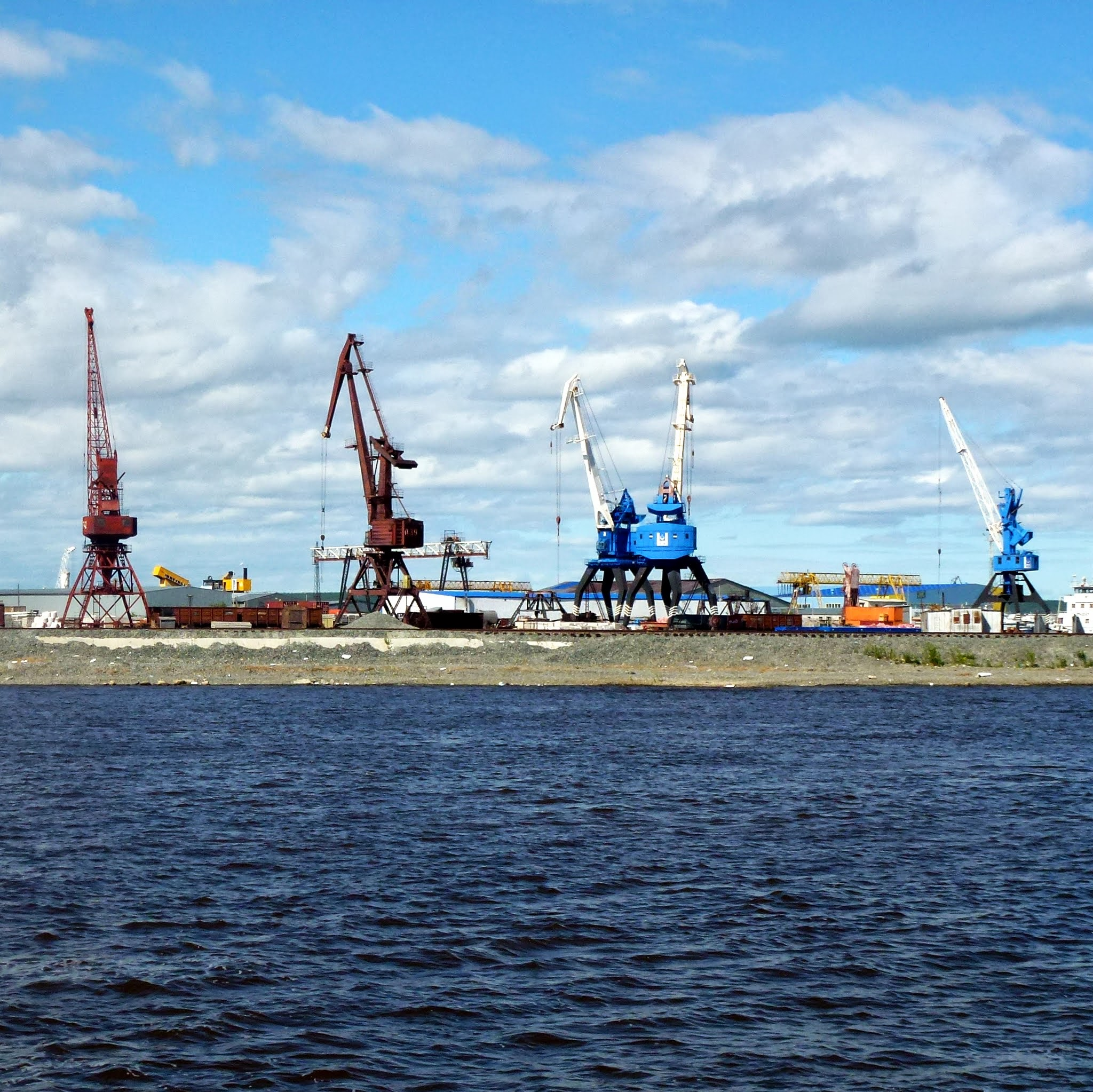
Порт Лабытнанги

В настоящее время доставка подавляющего большинства объёма грузов осуществляется морским и речным водным транспортом в период летней навигации. Морским транспортом обеспечиваются перевозки необходимых материалов, оборудования и продуктов (так называемый «северный завоз»), а также экспортируемого и вывозимого сырья, в том числе результатов производства СПГ. Действуют морские порты Сабетта, Новый порт, Харасавэй и другие. Много грузов и отчасти пассажиры перевозятся также речным (точнее, речно-морским) транспортом по реке Обь через главный в округе речной порт Салехард и порты в посёлках на берегах Обской губы. В период летней навигации курсируют многочисленные катера и маломерные пассажирские суда, а также регулярные пассажирские теплоходы «Родина» и «Чернышевский» по маршруту Омск — Салехард по Оби и «Механик Калашников» по маршруту Омск — Салехард — Антипаюта по Оби и Обской губе.

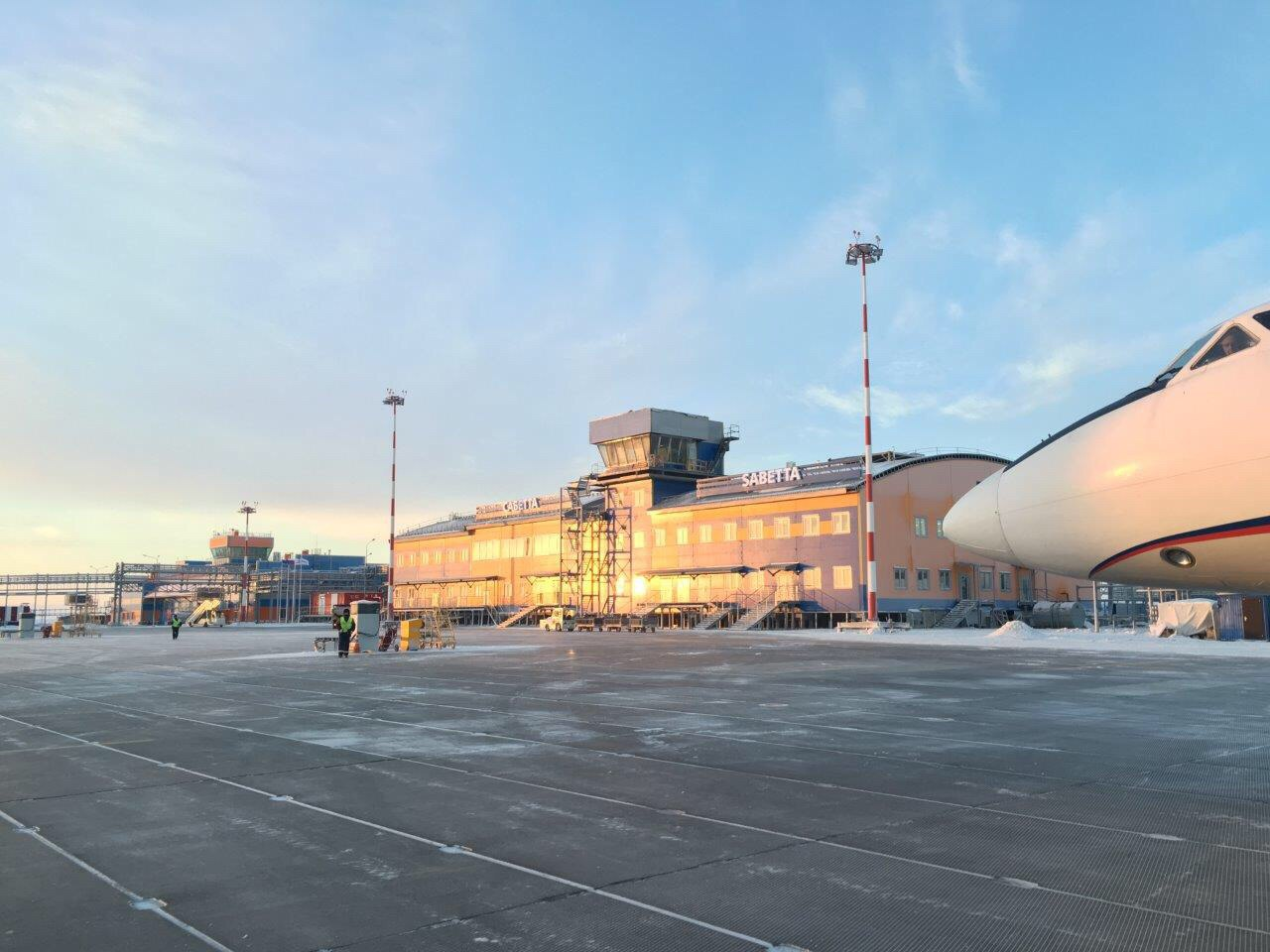
Аэропорт Сабетта

Подавляющее большинство пассажирооборота и отчасти перевозку грузов (особенно в несезонный период) в округе обеспечивает авиационный транспорт, работающий круглогодично. Ввиду специфики округ имеет наибольшее среди регионов России количество аэропортов относительно численности населения. В округе действуют 11 грузопассажирских аэропортов — международный аэропорт федерального значения Сабетта, крупнейший в ЯНАО с миллионным пассажиропотоком в год аэропорт федерального значения Новый Уренгой и другие федеральные, региональные и корпоративные аэропорты — Бованенково, Красноселькуп, Надым, Ноябрьск, Салехард, Тарко-Сале, Толька, Уренгой, Ямбург, а также аэродромы и вертодромы (Тазовский, Находка, Антипаюта, Гыда и др.). Имеется региональная авиакомпания «Ямал».

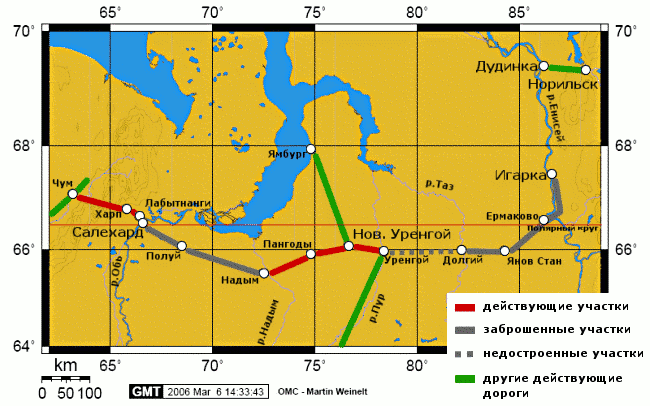
Железные дороги в ЯНАО

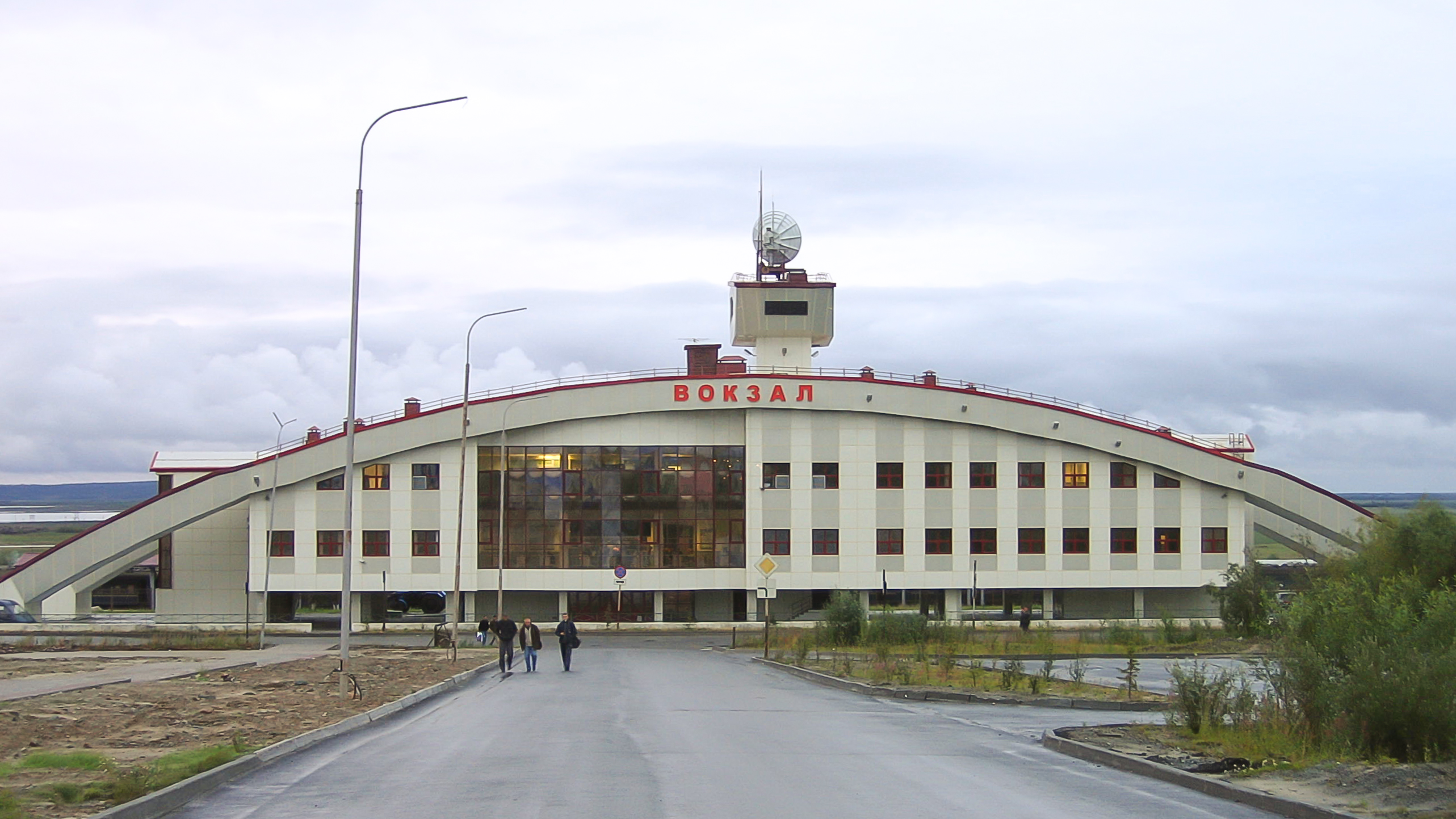
Вокзал Лабытнанги

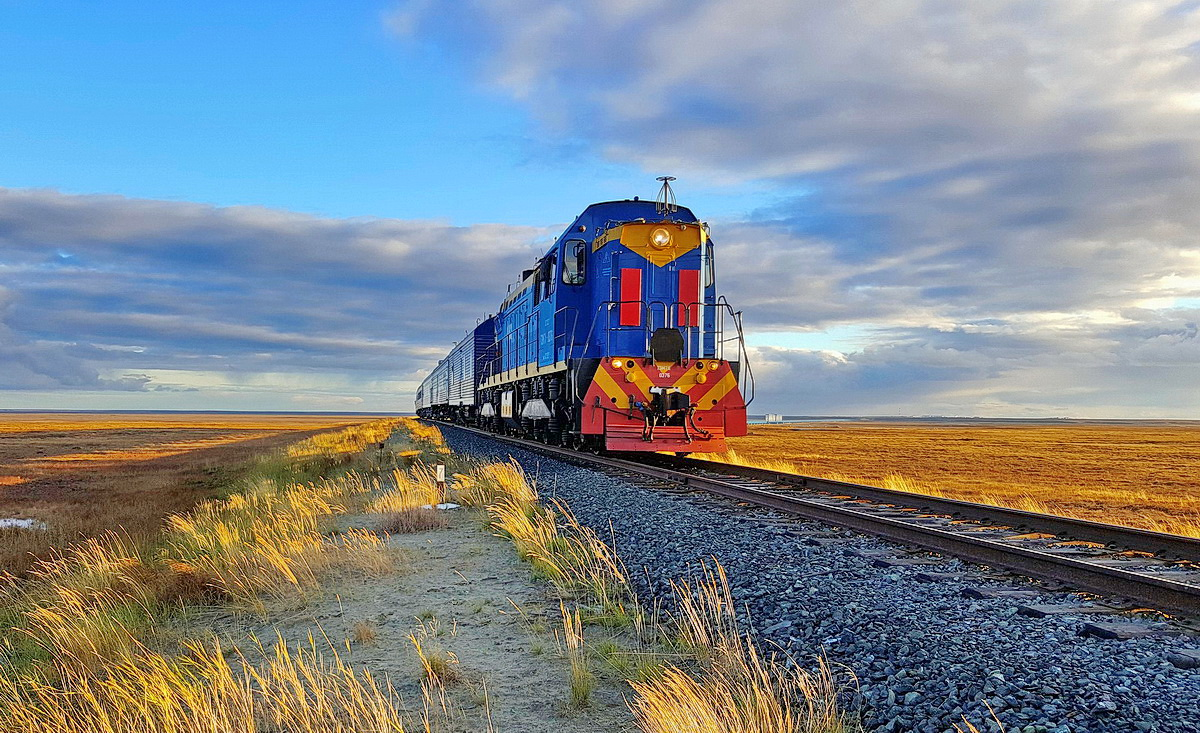
Поезд на линии Обская — Бованенково

В 1949—1953 годы ЯНАО был начальным местом трассы, а его административный центр Салехард одним из базовых пунктов строительства Трансполярной железнодорожной магистрали, сооружение которой было отменено и от которой оставалась главным образом недействующая ветка до Нового Уренгоя, проходящая также через Надым. С началом бурного освоения нефтегазовых месторождений округа в конце времён СССР и особенно позднее для обеспечения возможности круглогодичных перевозок в ЯНАО появились действующие железные дороги, которые используются преимущественно для грузовых перевозок — это восстановленная железная дорога между Надымом и Новым Уренгоем и новые железные дороги от Тюмени к Новому Уренгою и от последнего к Ямбургу, которые составили главную в округе железнодорожную магистраль, где действует региональная Ямальская железнодорожная компания и фирменный пассажирский поезд «Ямал». Позже на полуостров Ямал была сооружена самая северная из действующих железных дорог в мире новая линия Обская — Бованенково — Карская с самым длинным в мире за Полярным кругом железнодорожным мостом через Юрибей. В рамках проектов «Ямал СПГ» и «Урал промышленный — Урал полярный» планируется строительство смыкающихся с имеющимися магистралью и дорогой в связную сеть новых железных дорог Полуночное — Обская, Обская — Салехард — Надым, Обская — Сабетта, Паюта — Новый Порт, а также Коротчаево — Игарка в соседний регион .
В округе действуют преимущественно грузовой и ограниченный пассажирский автомобильный транспорт. Имеются постоянные автомагистрали: Салехард — Аксарка, Салехард — Надым, Коротчаево — Уренгой — Новозаполярный — Тазовский — Газ-Сале, Пуровск — Тарко-Сале и др. Важную роль в автотранспорте играют проходящие над реками мосты, например, через Надым и через Пур, и сезонные (зимние ледовые и летние паромные) переправы, например, стратегическая для региона Салехард — Лабытнанги, которую планируется заменить на мост. В городах и до ближних посёлков действуют автобусные маршруты.
Салехард, Новый Уренгой, Надым, Коротчаево, Ямбург являются мультимодальными транспортными узлами с несколькими видами транспорта.

## Туризм
Современный Ямал — не только главный топливно-энергетический комплекс страны, но и его симбиоз с традиционным укладом жизни коренных малочисленных народов.
Столица округа — Салехард — единственный в мире город, расположенный на широте Северного полярного круга, 66 градусов 33 минуты 39 секунд северной широты. Начиная от этой линии и до Северного полюса лежит полярный пояс: Заполярье. В день зимнего солнцестояния (21—22 декабря) на этой линии солнце не восходит, а в день летнего солнцестояния (21—22 июня) оно не заходит. Стела «66 параллель» — символ исключительного географического расположения города; она встречает и провожает гостей и жителей окружной столицы на пути между городом и аэропортом.

### Этнографический туризм
В первую очередь, на Ямал едут за северной экзотикой — возможностью пожить в чуме, вдали от цивилизации, увидеть полярные ночи, прокатиться на оленьих упряжках. Коренные жители всегда радушно встречают гостей, угощают традиционными блюдами из оленины, рыбы и северных ягод.

### Полярное сияние
Сезон Полярного сияния на Ямале — с августа по апрель.

### Событийный туризм
Самый долгожданный праздник на Ямале — День оленевода. Он проходит весной, «кочуя» по населённым пунктам Ямала и задерживаясь в каждом на 1—2 дня. В города и посёлки на оленьих упряжках съезжаются семьи оленеводов: ханты, коми и ненцы в национальных костюмах. В программе праздника: соревнования по национальным видам спорта, дегустация традиционных блюд, конкурс национальной одежды, катания на оленьих упряжках и снегоходах.

### Водный туризм
Горная река Собь привлекает любителей экстремального и спортивного туризма, которые могут совершить сплав или организовать комбинированный маршрут (когда участки сплава чередуются с пешими переходами).

### Горный (пеший) туризм
На Полярном Урале, в окрестностях реки Собь, туристы могут посетить такие единственные в своём роде природные объекты, как Нефритовая долина, плато Рай-Из с горными озёрами и водопадами, ледники, которые не тают даже в летний период. Летом 2015 года крайняя восточная точка Европы была подтверждена Институтом географии Российской Академии наук, её местоположение — на Ямале. До этого в мире были известны лишь три крайние точки Европы: южная — в Испании, западная — в Португалии, северная — в Норвегии. Особый интерес представляет то, что точка находится вдали от цивилизации, в экологически первозданном районе с живописными природными памятниками. В этом месте установлен памятный знак.

### Горнолыжный туризм
На Ямале сезон катания длится шесть месяцев в году, самый крупный — горнолыжный комплекс «Октябрьский».

### Исторический туризм
Сохранившийся 52-метровый отрезок полотна железной дороги в черте города Салехарда — свидетельство строительства Трансарктической железнодорожной магистрали от Полярного Урала до Енисея. «Мёртвая железная дорога» прокладывалась силами заключённых в условиях вечной мерзлоты и при отсутствии каких-либо дорог и крупных населённых пунктов. Участок дороги от Салехарда до Надыма (а это больше 300 километров) был сделан, но не введён в эксплуатацию. Лагеря для заключённых, которые строили эту дорогу, разрушаются, а насыпь железнодорожного полотна деформируется под давлением природы.
Археологические артефакты, найденные в слоях вечной мерзлоты и хранящиеся в музеях региона, отражают древнюю историю региона. Музейно-выставочный комплекс имени И. С. Шемановского — главный хранитель историко-культурного наследия Ямало-Ненецкого автономного округа. Коллекция фондов музея насчитывает более 80 тысяч палеонтологических, археологических, исторических и этнографических экспонатов, здесь хранятся коллекции из базовых археологических памятников западносибирского Севера: городища Мангазеи, Войкарского и Надымского городков, древнего святилища Усть-Полуй. Библиотечное собрание включает в себя более 15 тысяч книг и редких рукописных изданий. Редчайшие экспонаты музея — мумия воина, захороненного в 1282 году, мамонтёнок Люба — самый сохранившийся мамонтёнок известный науке, скелет Монгоченского мамонта (17 000 лет), бронзовая фигурка медведя — ручка сосуда (VIII—IX вв.), грамоты Обдорской управы 1653 и 1762 гг. и начала XIX в. В музее хранится более тысячи предметов и документов по истории 501-й стройки — строительства железной дороги «Чум — Салехард — Игарка».

### Экологический туризм
Одно из новых и перспективных направлений в развитии туризма в регионе. Десятая часть всей площади округа — около 8 миллионов гектаров — является особо охраняемой природной территорией. В округе действует 11 особо охраняемых природных территорий регионального значения. На территории региона обитают 60 видов млекопитающих, 224 вида птиц, 2 вида рептилий и 5 видов амфибий — всего 310 видов. Одним из редких представителей млекопитающих является овцебык — последний представитель так называемой мамонтовой фауны. На данный момент на территории природного парка «Полярно-Уральский» обитает около 140 особей овцебыка.

### Охота и рыбалка
Для любителей охоты и рыбалки Ямал — редкая возможность получить массу впечатлений и трофеи: дикого оленя, лося, полярного волка, зайца, бурого медведя, ряд водоплавающей (гуси, утки) и боровой дичи (глухарь, тетерев, рябчик), щуку, окуня, плотву, хариуса, налима и др. Ямал испокон веков считался и считается рыбацким краем. Его по праву называют «деликатесным цехом России». Ямало-Ненецкий автономный округ обладает богатыми рыбными ресурсами. Общая площадь водоёмов Ямала составляет 727,0 тысяч км². Около 70 % всего поголовья сиговых рыб России обитает в реках и озёрах Ямало-Ненецкого автономного округа.

### Ямал Ири
По легенде, ямальский Дед Мороз Ямал Ири появился на свет вместе с рождением ямальской тундры и Полярного Урала. Наделён он волшебной силою, переданной ему духами Севера. Добрый старик с радостью встречает гостей в своей резиденции, дарит подарки, потчует сладкими угощениями. У Ямал Ири всегда с собой волшебный посох. Если у вас есть заветное желание, и вы прикоснетесь к этому посоху, то оно обязательно сбудется.

## Образование и наука
В Ямало-Ненецком автономном округе нет собственных высших учебных заведений, но действует 13 филиалов государственных и негосударственных вузов.

## Спорт
В Салехарде базируется хоккейный клуб «Факел» (ранее «Ямал»), выступающий в НМХЛ. Известны хоккейный клуб «Ямальские стерхи» из города Ноябрьск и хоккейный клуб «Арктур» из города Надым. Также есть волейбольный клуб «Факел» из города Новый Уренгой и «Самотлор».

## Археология
- Находка в Надыме среднепалеолитического орудия — чоппера[68]
- У южной подошвы возвышенности Сатты в верхнем течении реки Северная Тыдэотта найдены палеолитические орудия возрастом 50—150 тыс. лет[69]
- Оледенение на севере Западной Сибири закончилось 60 тыс. лет назад, а рельеф долины реки Оби во время позднего палеолита был похож на современный[70]
- Вблизи левого притока Оби реки Сыня археологи нашли каменные артефакты, датирующиеся плейстоценом. Их возраст — минимум 50 тыс. лет назад[71]
- На оленьем роге, найденном в районе заброшенного посёлка Кушеват Шурышкарского района, обнаружены следы человеческой деятельности. Предположительно, кости оленей, мамонтов и фрагмент нижней челюсти бизона можно отнести к интервалу 35—45 тыс. лет назад[72]. На основе корреляций с расположенными на незначительном удалении опорными разрезами позднего неоплейстоцена, имеющими представительные серии абсолютных дат, хронологические рамки верхнепалеолитического местонахождения Кушеват определяются возрастом 50—35 тыс. лет назад (калиброванные даты)[73]
- Артефакты палеолитического облика нашли на прибрежных отмелях Оби от деревни Казым-Мыс на юге до села Питляр на севере[74]
- Неолитическое поселение Самотнёл на правобережье Оби, между Аксаркой и Салемалом, датируется возрастом более 5 тыс. лет[75]
- Село Зелёный Яр известно как место археологических раскопок средневекового могильника (IX—XIII века) и находками мумий[76][77]
- Археологические памятники XI—XII века Юръ-яха III и Ярте-VI[78].
- Могильник «Нюрымпосллор-2» в Приуральском районе датируется XVI веком[79]
- Надымское городище XVII века